# Kiskur (manzana)
'Kiskur es el nombre de una variedad cultivar de manzano (Malus domestica). Esta manzana está cultivada en diversos viveros entre ellos algunos dedicados a conservación de árboles frutales en peligro de desaparición. La manzana 'Kiskur' es originaria de Guipúzcoa, y actualmente se cultiva debido a su sabor agridulce para postre de mesa, en la cocina, y muy apreciada en la elaboración de sidra.

## Sinónimos
- "Manzana Kiskur",[6][7][8]
- "Kiskur Sagarra".[6]

## Historia
'Kiskur' es una variedad de manzana cultivada en el País Vasco, está considerada incluida en las variedades locales autóctonas muy antiguas, cuyo cultivo se centraba en comarcas muy definidas. Se caracterizaban por su buena adaptación a sus ecosistemas y podrían tener interés genético en virtud de su adaptación. Estas se podían clasificar en dos subgrupos: de mesa y de sidra (aunque algunas tenían aptitud mixta). Es muy apreciada en la mesa, en la cocina y muy importante en la elaboración de sidra en el país vasco.
Es una variedad mixta, clasificada como muy buena en la elaboración de sidra, también se utiliza en la mesa por su sabor y aspecto atractivo; difundido su cultivo en el pasado por los viveros comerciales y cuyo cultivo en la actualidad se ha reducido a huertos familiares, y apreciada en elaboraciones culinarias. Variedad oriunda de Guipúzcoa.

## Características
El manzano de la variedad 'Kiskur' tiene un vigor alto, es árbol de mediana producción; florece a finales de abril; tubo del cáliz en forma de embudo corto, y con los estambres situados en su mitad.
La variedad de manzana 'Kiskur' tiene un fruto de tamaño medio; forma redondeada algo achatada; piel fina, elástica, brillante, algo cerosa; con color de fondo verde-amarillo, siendo el color del sobre color lavado de rojo en rayas discontinuas en la cara expuesta al sol, importancia del sobre color media, distribución del color en chapa, y rayas, presenta numerosas lenticelas amarillas, sensibilidad al ruginoso-"russeting" (pardeamiento áspero superficial que presentan algunas variedades) débil a medio; pedúnculo de tamaño pequeño, muy corto, grosor de calibre grueso, no sobresale de la cavidad peduncular, anchura de la cavidad peduncular pequeña, profundidad de la cavidad pedúncular es pequeña con los bordes ligeramente resaltados uniformes, y con una  importancia del ruginoso-"russeting" en cavidad peduncular alta sobresaliendo al hombro; calicina pequeño y semicerrado, profundidad de la cav. calicina pequeña, bordes con unos ligeros abultamientos, y de la importancia del ruginoso-"russeting" en cavidad calicina débil; ojo pequeño y abierto; sépalos triangulares en la base apretados. 
Carne de color blanco. Textura blanda, y esponjosa de bastante zumo; el sabor característico de la variedad, agridulce; corazón de tamaño medio, desplazado. Eje abierto. Celdas sin cavidades. Semillas aristadas, puntiagudas, de tamaño medio, color marrón claro uniforme.
Tiene una época de maduración y recolección temprana a finales de verano, madura a finales de agosto, de larga duración. Tiene uso mixto pues se usa como manzana de postre en mesa, de uso en cocina, y también como manzana para la elaboración de sidra, como manzana sidrera es una variedad muy apreciada.